# Karl Ludwig von Pöllnitz
 (juillet 2025).
Karl Ludwig von Pöllnitz, en français Charles-Louis Baron de Pöllnitz est un aventurier et écrivain prussien de langue française, né le 25 février 1692 à Issum, près de Clèves, dans l’électorat de Cologne (aujourd'hui Rhénanie du Nord-Westphalie) et mort le 23 juin 1775. Il est, comme Casanova, un aventurier marquant du XVIIIe. Il partage avec celui-ci le goût des voyages, la passion du jeu et l’écriture, ainsi que l’ironie qui parcourt ses ouvrages. Tous ses livres, sauf un, ont été écrits en français.

## Biographie
Son père, Wilhelm Ludwig von Pöllnitz (†1693) est un officier au service de l’électeur de Brandebourg, et son fils passe l’essentiel de sa jeunesse à Berlin. Après avoir voyagé en Europe de 1710 à 1723 et servi comme militaire dans plusieurs pays, par exemple en Autriche, en Italie ou en Espagne, Karl Ludwig von Pöllnitz publie dans les années 1730 de nombreux livres. Les premiers sont publiés anonymement : Histoire secrette de la duchesse de Hanover en 1732 et La Saxe galante en 1734. Il s'agit de livres sulfureux, aussitôt réimprimés et traduits en allemand, en anglais, et en néerlandais. Il publie ensuite, sous son nom, un État abrégé de la cour de Saxe sous le règne d'Auguste III ainsi que Amusemens des eaux de Spa, toujours en 1734. Ce dernier connut un immense succès dont témoignent des traductions en allemand et en anglais. Enfin, la même année, il publie les Mémoires de Charles-Louis de Pöllnitz, contenant les observations qu'il a faites dans ses voyages, et le caractère des personnes qui composent les principales cours de l'Europe en 3 volumes, récit de ses voyages en forme de lettres, complétés en 1737 de Nouveaux mémoires du Baron de Pöllnitz, contenant l’histoire de sa vie et la relations de ses premiers voyages, en deux volumes, eux aussi largement réimprimés et traduits.
En 1736, il donne, toujours anonymement, Amusemens des eaux d'Aix-la-Chapelle, qui est traduit à son tour en allemand et en anglais. Entre-temps, il sert plusieurs cours allemandes : il est « conseiller particulier, ou du Cabinet », du duc de Wurtemberg jusqu’en 1732 ; en 1735, il retourne à Berlin où le roi de Prusse Frédéric-Guillaume Ier le prend à son service et le fait chambellan de la cour de Prusse. Frédéric II, que Pöllnitz amuse, le garde à ce poste jusqu’à sa mort à Berlin en 1775.
A titre posthume, Friedrich Leopold Brunn publie ses Mémoires pour servir à l'histoire des quatre derniers souverains de la maison de Brandebourg royale de Prusse (Berlin, 1791), dont il donne la même année une traduction allemande.

## Œuvres (sélection)
- Histoire secrette de la duchesse de Hanover, épouse de Georges Premier, roi de la Grande Bretagne : Les malheurs de cette infortunée Princesse. Sa Prison au Chateau d'Alhen ou elle a fini ses jours; ses intelligences secrettes avec le comte de Konigsmarck, assassiné a ce sujet. London : par la Compagnie des libraires, 1732 ; rééd. Londres [sic, Hollande], 1764 ; traduction allemande 1734 ; rééd. 1735
- La Saxe galante : ouvrage curieux, Amsterdam : aux Dépens de la Comp., 1734
- La Saxe galante, nouvelle édition, augmentée de l'Histoire des enfants légitimes d'Auguste II, par le Bon de Pöllnitz. On y a ajouté la critique de ce livre faite par un journaliste de Hollande. Amsterdam, aux dépens de la Compagnie, 1735 ; rééd. 1736 ; traductions allemandes 1735, 1739, 1750
  - Liebschaften König Augusts von Polen, Berlin, 1784 (très nombr. rééd. 1837, 1888, 1979, 1992, 1995)
  - traduction anglaise 1734, 1750 ; traduction néerlandaise 1737
- État abrégé de la cour de Saxe sous le règne d'Auguste III, roi de Pologne et électeur de Saxe, par M. le Bon de Pöllniz, Frankfurt, 1734 ; traduction allemande Breslau 1736
- Amusemens des eaux de Spa. Ouvrage utile à ceux qui vont boire ces eaux minérales sur les lieux. Enrichi de tailles-douces, qui représentent les vues & perspectives du bourg de Spa, des fontaines, des promenades, & des environs., Amsterdam, 1734
  - 2e édition, revue, corrigée, & considerablement augmentées par l'auteur, Amsterdam : P. Mortier, 1735 ; puis nombreuses rééditions ; traduction allemande 1735 ; traduction anglaise 1736, 1737, 1740, 1745
- Mémoires de Charles-Louis de Pöllnitz, contenant les observations qu'il a faites dans ses voyages, et le caractère des personnes qui composent les principales cours de l'Europe. 3 vol., Liège, Joseph Demen, 1734
  - "Nouvelle édition corrigée" même année.
- Mémoires de Charles-Louis de Pöllnitz, contenant les observations qu'il a faites dans ses voyages, et le caractère des personnes qui composent les principales cours de l'Europe. Seconde edition, revue, corrigée, & considerablement augmentée. 4 tomes en 2 vol., Amsterdam ; Londres : C. Hoguel, 1735
  - traduction allemande 1735, 1738 ; traduction anglaise 1737-1738, 1738-1739, 1740, 1745
- Lettres et Mémoires du Baron de Pollnitz contenant les Observations qu'il a faites dans ses Voyages et le Caractère des personnes qui composent les principales Cours de l'Europe. Troisième édition, augm. de deux vol., et d'une table des matières, 5 vol., Amsterdam, F. Changuion, 1737 (réunion des Mémoires, déjà publiées, et des Mémoires ("nouveaux"), autobiographie de l'intéressé dont le ms. circulait déjà : cf. l'Avertissement du Libraire).
- Lettres du baron de Pollnitz : contenant les observations qu'il a faites dans ses voyages et le caractère des personnes qui composent les principales cours de l'Europe. 4e ed. augm. d'une table des matières. 3 vol., A Londres, chez Jean Nourse, 1741 ; Cinquième édition 1747; réimp. 1761
- Amusemens des eaux d'Aix-la-Chapelle. Ouvrage utile a ceux qui vont y prendre les bains, ou qui sont dans l'usage de ses eaux. Enrichi de tailles-douces, qui représentent les vues & perspectives de cette ville, de ses bains & fontaines, eglises & edifices publics. Par l'auteur des Amusemens des eaux de Spa, Amsterdam, 1736.
  - traduction allemande 1737 ; traduction anglaise 1748-50
- Nouveaux mémoires du Baron de Pöllnitz, contenant l’histoire de sa vie et la relations de ses premiers voyages, 2 vol., Amsterdam, 1737 ; rééd. 1738
  - traduction allemande 1739
- Mémoires pour servir à l'histoire des quatre derniers souverains de la maison de Brandebourg royale de Prusse, écrits par Charles Louis baron de Poellnitz ; éd. F. L. Brunn. 2 vol., Berlin, 1791 (postume)

### Éditions modernes
- Die Memoiren der Markgräfin von Bayreuth und des Baron von Pöllnitz ; éd. Joh. Gust. Droysen, Leipzig, 1870
- Un séjour en France sous Louis XV, lettres du Bon de Pöllnitz, annotées d'après les documents d'archives et les mémoires... ; éd. Albert Savine, Paris : L. Michaud, 1909.
- A vagabond courtier : from the memoirs and letters of Baron Charles Louis von Poellnitz ; éd. Edith E Cuthell, 2 vol., London, [1913]
- The amorous adventures of Augustus of Saxony : containing several transactions of his life not mentioned in any other history / together with diverting remarks on the ladies of the several countries thro' which he travell'd ; translated from the French by a gentleman of Oxford. London : Allen & Unwin, 1929.
- La Saxe galante ; texte choisi et présenté par Verena von der Heyden-Rynsch. [Paris] : Mercure de France, 2004.